# Dendrocnide ternatensis
Dendrocnide ternatensis är en nässelväxtart som först beskrevs av Friedrich Anton Wilhelm Miquel, och fick sitt nu gällande namn av Chew. Dendrocnide ternatensis ingår i släktet Dendrocnide och familjen nässelväxter. Inga underarter finns listade i Catalogue of Life.